# Piedirosso
Le piedirosso est un cépage italien de raisins rouges.

## Origine et répartition géographique
Il provient du sud de l’Italie.
Il est classé cépage d'appoint en DOC Campi Flegrei, Capri, Ischia et Vesuvio. Il est classé recommandé dans la région Campanie dans les provinces d'Avellino, Benevento, Caserte, Naples, Salerne de et autorisé en province de Bari. En 1998, elle couvrait 1.340 ha.
En province de Salerne, les viticulteurs distinguent 3 sous-variétés :
- piedepalumbo selvatico ;
- piede di Columbo gentile ;
- mangiaguerra (aussi piedecolombo gentile).

## Caractères ampélographiques
- Extrémité du jeune rameau duveteux, vert clair.
- Jeunes feuilles aranéeuses, vert clair avec des reflets violacés sur les bords.
- Feuilles adultes, à 5 lobes (rarement 3 lobes) avec des sinus supérieurs étroits à fonds aigus ou en lyre, un sinus pétiolaire en lyre ou en V très ouvert, des dents anguleuses, moyennes et en deux séries, un limbe aranéeux.

## Aptitudes culturales
La maturité est de troisième époque : 30 jours après le chasselas.

## Potentiel technologique
Les grappes et les baies sont de taille moyenne à grande. La grappe est légèrement conique et ailée. Le cépage est de bonne vigueur préférant une taille longue.
Il donne des vins rouge rubis intense. Les vins ayant du corps sont alcooliques et légèrement tannique.

## Synonymes
Le piedirosso est connu sous les noms de palombina, palombina nera, palumbina nera, palombo, perepalummo, pererusso, piede colombo (« pied de pigeon »), piede di colombo, piedepalumbo, streppa verde et strepparossa.